# Pam Bondi
Pamela Jo Bondi (ur. 17 listopada 1965 w Tampie) – amerykańska prawniczka, lobbystka i polityczka z ramienia Partii Republikańskiej, prokurator generalna Florydy w latach 2011–2019, prokurator generalna Stanów Zjednoczonych od 5 lutego 2025.

## Życiorys
Urodziła się 17 listopada 1965 roku w Tampie na Florydzie w rodzinie o włoskim pochodzeniu. Ojciec Pameli, Joseph Bondi, był w latach 70. XX wieku członkiem rady miejskiej, a później burmistrzem miasta Temple Terrace.
Ukończyła szkołę średnią C. Leon King High School w Tampie. Następnie kontynuowała edukację na University of Florida, gdzie w 1987 roku uzyskała stopień Bachelor of Arts z prawa kryminalnego, oraz w ramach studiów prawniczych na Stetson Law School, które ukończyła w 1990 roku ze stopniem Juris Doctor.
Po uzyskaniu wykształcenia przez ponad 18 lat pracowała jako prokurator w biurze prokuratora stanowego hrabstwa Hillsborough na Florydzie. W 2010 roku została wybrana z ramienia Partii Republikańskiej na urząd prokuratora generalnego Florydy jako pierwsza w historii kobieta, pokonując w wyborach demokratycznego senatora stanowego Dana Gelbera. Sprawowała ten urząd przez dwie kadencje (reelekcję uzyskała w 2014 roku otrzymując w wyborach 55% głosów), w latach 2011–2019.
Po opuszczeniu stanowiska prokuratora generalnego Florydy, w latach 2019–2024 pracowała w mającej siedzibę na Florydzie firmie lobbingowej Ballard Partners, w której, zgodnie z treścią dokumentów, była zarejestrowana jako przedstawicielka 30 klientów, w tym takich przedsiębiorstw jak General Motors, Uber i Amazon. Oprócz tego zarejestrowała się jako agent zagraniczny rządu Kataru w związku z działaniami na rzecz zwalczania handlu ludźmi w okresie poprzedzającym organizowane w Katarze Mistrzostwa Świata w Piłce Nożnej 2022 oraz reprezentowała kuwejcką firmę KGL Investment Company KSCC, która w 2019 roku zapłaciła Ballard Partners 300 000 dolarów za lobbowanie w Białym Domu, Radzie Bezpieczeństwa Narodowego, Departamencie Stanu i Kongresie w sprawie polityki imigracyjnej, praw człowieka oraz sankcji gospodarczych.
Poza pracą lobbingową Pam Bondi pełniła również funkcję przewodniczącej Center for Litigation („Centrum spraw sądowych”) i współprzewodniczącej Center for Law and Justice („Centrum prawa i sprawiedliwości”) w America First Policy Institute, think tanku utworzonym przez byłych członków pierwszego gabinetu prezydenta USA Donalda Trumpa w celu przygotowania gruntu pod jego potencjalną drugą kadencję prezydencką. Bondi przez wiele lat znajdowała się w otoczeniu Trumpa i m.in. nieraz w telewizyjnych programach informacyjnych broniła go w obliczu jego problemów prawnych oraz wspierała go w nowojorskim sądzie, w którym w 2023 roku toczyła się jego sprawa karna.
21 listopada 2024 roku prezydent elekt Donald Trump ogłosił jej nominację na stanowisko prokuratora generalnego Stanów Zjednoczonych w swoim drugim gabinecie po tym, jak jego wcześniejszy nominat na ten urząd, Matt Gaetz, zrezygnował z ubiegania się o jego objęcie. 4 lutego 2025 jej nominacja została zatwierdzona przez Senat Stanów Zjednoczonych stosunkiem głosów 54–46, następnego dnia, po zaprzysiężeniu przez sędziego Sądu Najwyższego Clarence’a Thomasa, objęła urząd.

## Życie prywatne
W 1990 roku wyszła za mąż za Garreta Barnesa – po 22 miesiącach małżeństwo zakończyło się rozwodem. Kolejny związek małżeński zawarła w 1996 roku ze Scottem Fitzgeraldem. Sześć lat później rozwiodła się z nim. W 2012 roku była zaangażowana w relację z Gregiem Hendersonem.